# لوى (لوى)
لوى منطقة سكنية تقع في ولاية لوى، التابعة لمحافظة شمال الباطنة في سلطنة عمان. يقدر عدد سكانها بـ 5339 نسمة حسب إحصاء عام 2010 التابع للمركز الوطني للإحصاء والمعلومات الحكومي. رمز المنطقة هو 60300000.

## الوصلات الخارجية
- المركز الوطني للإحصاء والمعلومات، سلطنة عمان